# Kurpark Friedrichshagen
Der Kurpark Friedrichshagen liegt im Berliner Ortsteil Friedrichshagen des Bezirks Treptow-Köpenick.

## Lage, Bebauung
Die Parkfläche liegt nördlich der Berliner S-Bahn, auf der die S-Bahn-Linie 3 verkehrt. Im Nordwesten begrenzen die Straße Hinter dem Kurpark sowie der Dr.-Jacoby-Weg die Grünfläche, während sie im Osten van der Dahlwitzer Landstraße endet.
Die Deutsche Bahn AG hat den Zugangsbereich neu gestaltet. Um den Zustand der Gewächse im Kurpark kümmert sich eine Baumpflegegruppe aus dem Amt für Umwelt und Naturschutz des Bezirksamts Treptow-Köpenick. Trotzdem genügt der Gesamtzustand der Parkanlage nicht den Vorstellungen der meisten Besucher. 
Direkt im Kurpark befinden sich ein neuer Spielplatz, Tennisplätze und das Vereinsheim des TC Orange-Weiß sowie eine Freilichtbühne.

## Geschichte
Ende des 19. Jahrhunderts strebten die Gemeindevertreter der damaligen Stadt Cöpenick an, Friedrichshagen zu einem Kurort auszubauen. Dazu sollte unter anderem auch ein Kurpark angelegt werden. Im Jahr 1880 pachtete die Gemeinde daher das Gelände für einen Zeitraum von 18 Jahren und errichtete darauf eine Trinkhalle, einen Sanitätspavillon sowie eine Kurgaststätte mit einer Musikhalle. 1914 erweiterte die Gemeinde die Anlage um einige Tennisplätze sowie im Jahr 1930 um das Naturtheater Friedrichshagen. Im Zweiten Weltkrieg wurde die Anlage zerstört, 1958 jedoch wieder aufgebaut.

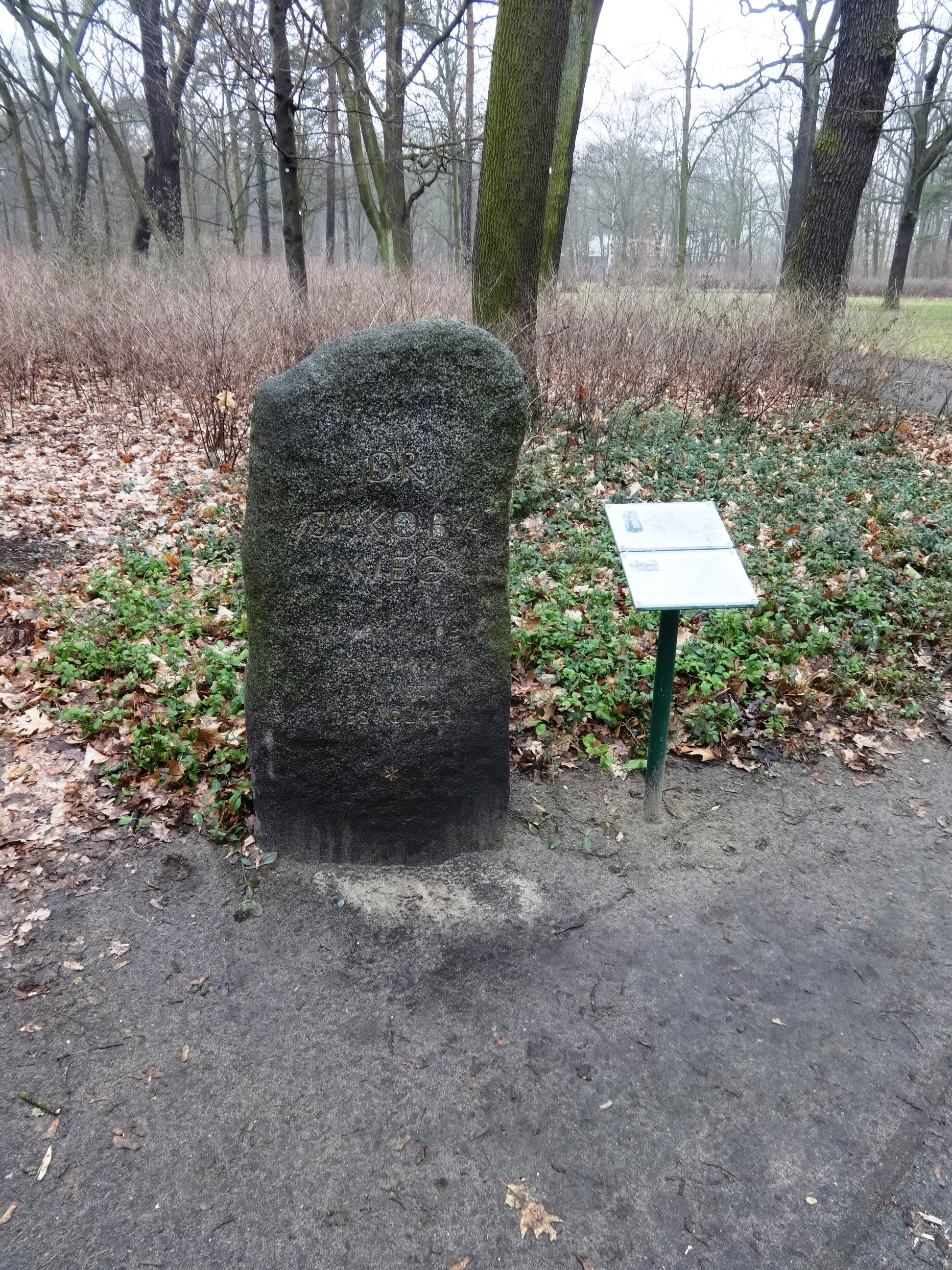
Findling für Max Jacoby

Am nördlichen Ausgang des S-Bahnhofs erinnert seit 10. Juli 2015 ein Findling mit einer Tafel an den Arzt Max Jacoby (1845–1912). Seine Verdienste um das Gemeinwohl sowie sein Engagement in der jüdischen Gemeinde hatte diese mit einer im Jahr 1913 aufgestellten Büste gewürdigt, die 1935 von den Nationalsozialisten zerstört worden war.